# Iglesia de Santa María in Campitelli
La iglesia de Santa Maria in Campitelli es una pequeña iglesia de estilo barroco del siglo XVII de Roma, ubicada en el rione Sant'Angelo. A veces también se conoce como Santa Maria in Portico, ya que al construirse sustituyó a dos pequeñas iglesias con esos nombres.
La iglesia alberga un ícono de la Virgen María de 25 cm de altura, fechado por estilo y dendrocronología en el siglo XI, aunque anteriormente por tradición se decía que había aparecido milagrosamente en el año 524 sobre la mesa de Galla, una romana que estaba ayudando a la pobres, y que luego saldría en procesiones desde 590. Anteriormente se alojaba en el ahora derribado Oratorio de Santa Gala, ubicado en lo que ahora es el extremo más alejado de la plaza cerca del Porticus Octaviae (dando a la iglesia y al ícono su nombre de Madonna in Pórtico).
Se creía que el ícono habría salvado a la ciudad de la peste en 1656 (o 1658), cuando fue llevado en procesión por las calles. Debido a esto, la anterior iglesia levantada en el mismo lugar fue reemplazada por el papa Alejandro VII entre 1659 y 1667 por la actual, diseñada por Carlo Rainaldi en estilo altobarroco. El papa había confiado en 1601 su operación a los Clérigos Regulares de la Madre de Dios.
La iglesia actual tiene una fachada de travertino con grandes columnas exentas (no unidas a la fachada, aunque muy próximas), lo que le da mucho énfasis a las líneas verticales. El diseño original incluía estatuas que nunca fueron ejecutadas.
Santa Maria in Campitelli es sede de un diaconado asociado al título cardenalicio de Santa María del Pórtico en Campitelli ; no tiene cardenal-diácono desde la muerte del anterior titular Andrea Cordero Lanza di Montezemolo.

## Notas históricas

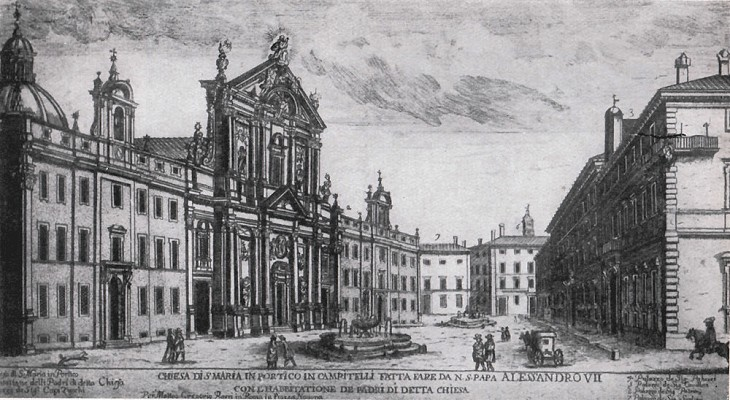
Grabado de Giovanni Battista Falda (1643–1678), casi coetáneo de la iglesia

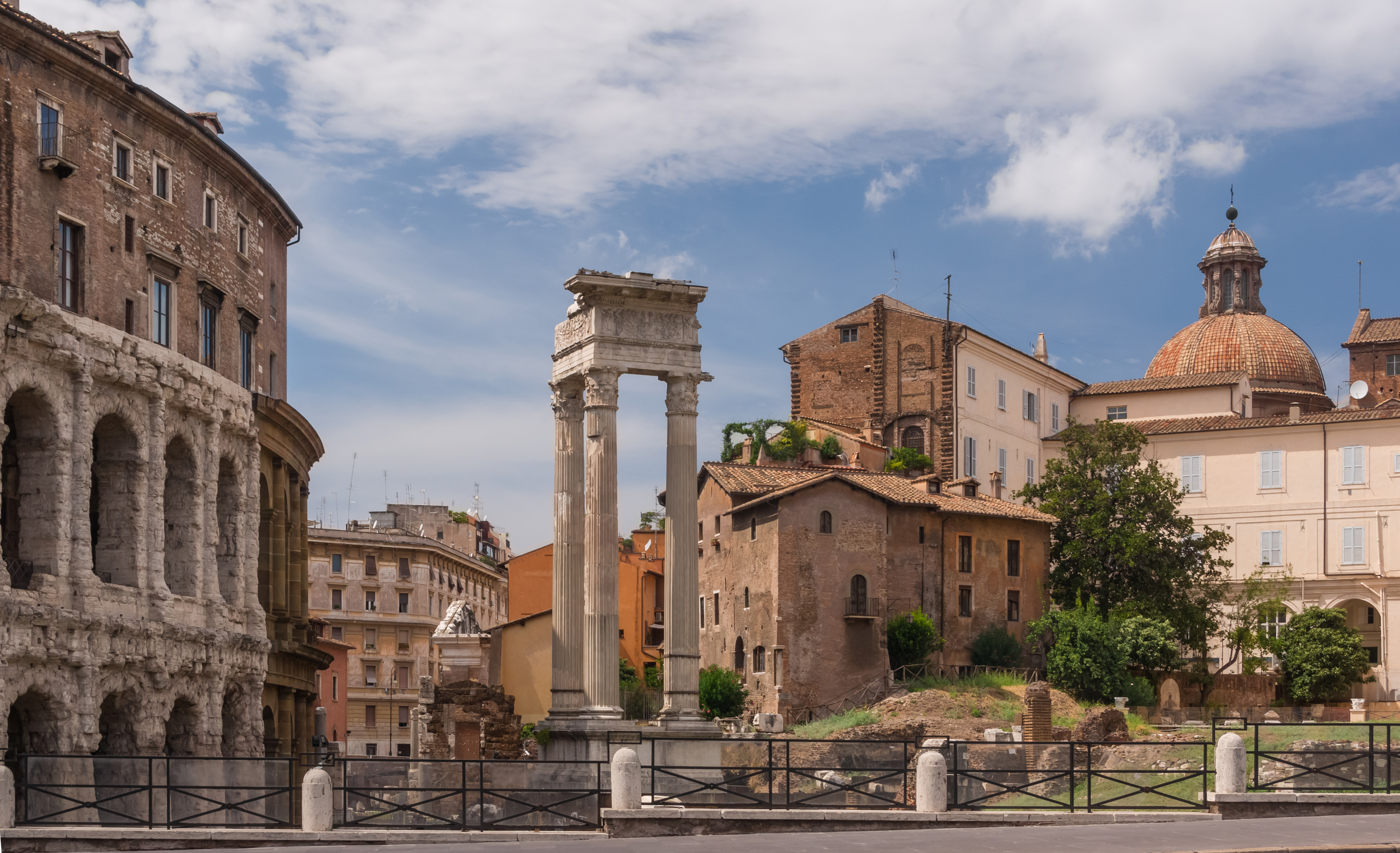
Vista de la cúpula (derecha). De izqda.adcha., el Teatro de Marcelo y el Templo de Apolo Sosiano

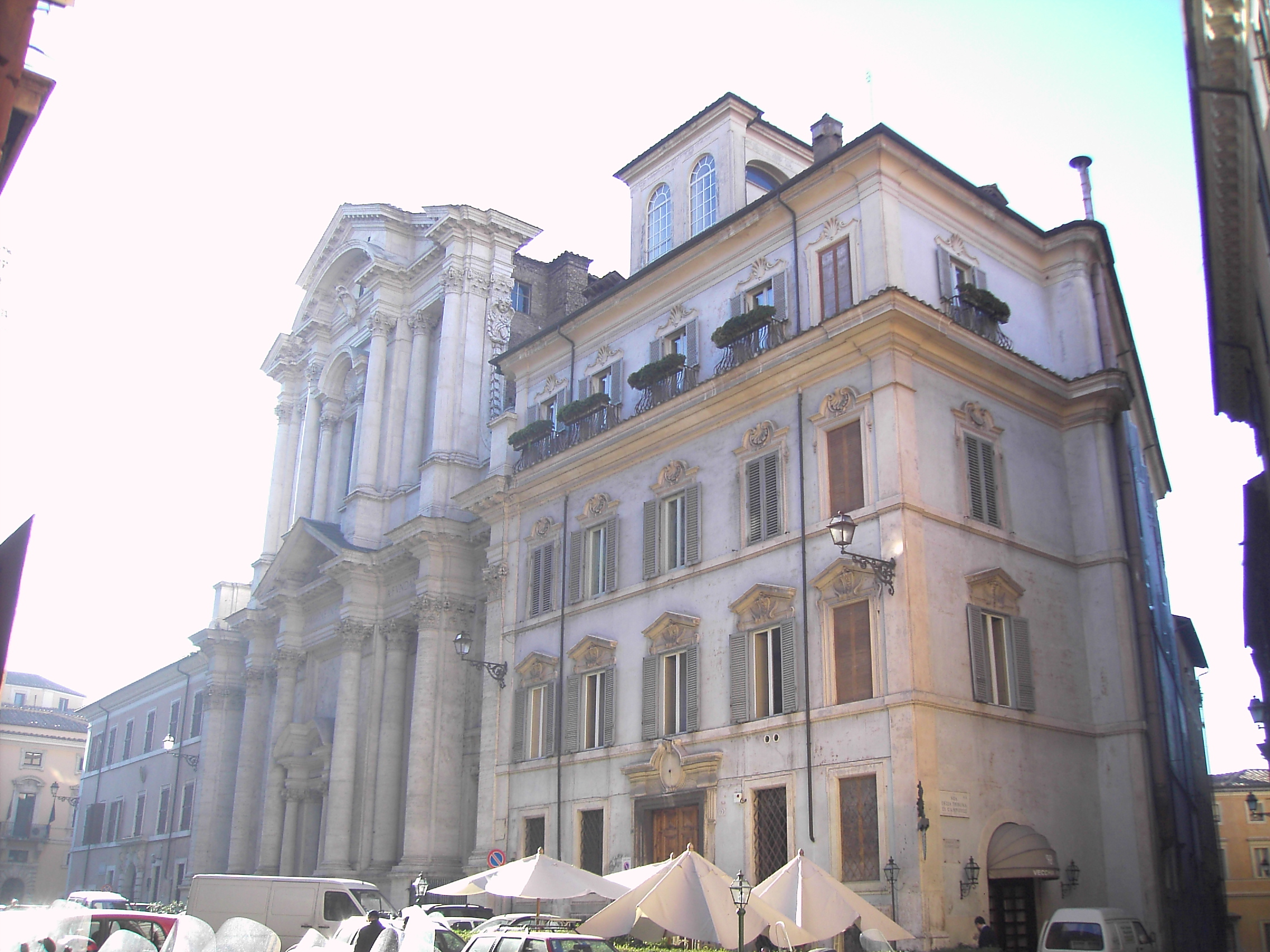
Vista exterior en 2006

## Descripción

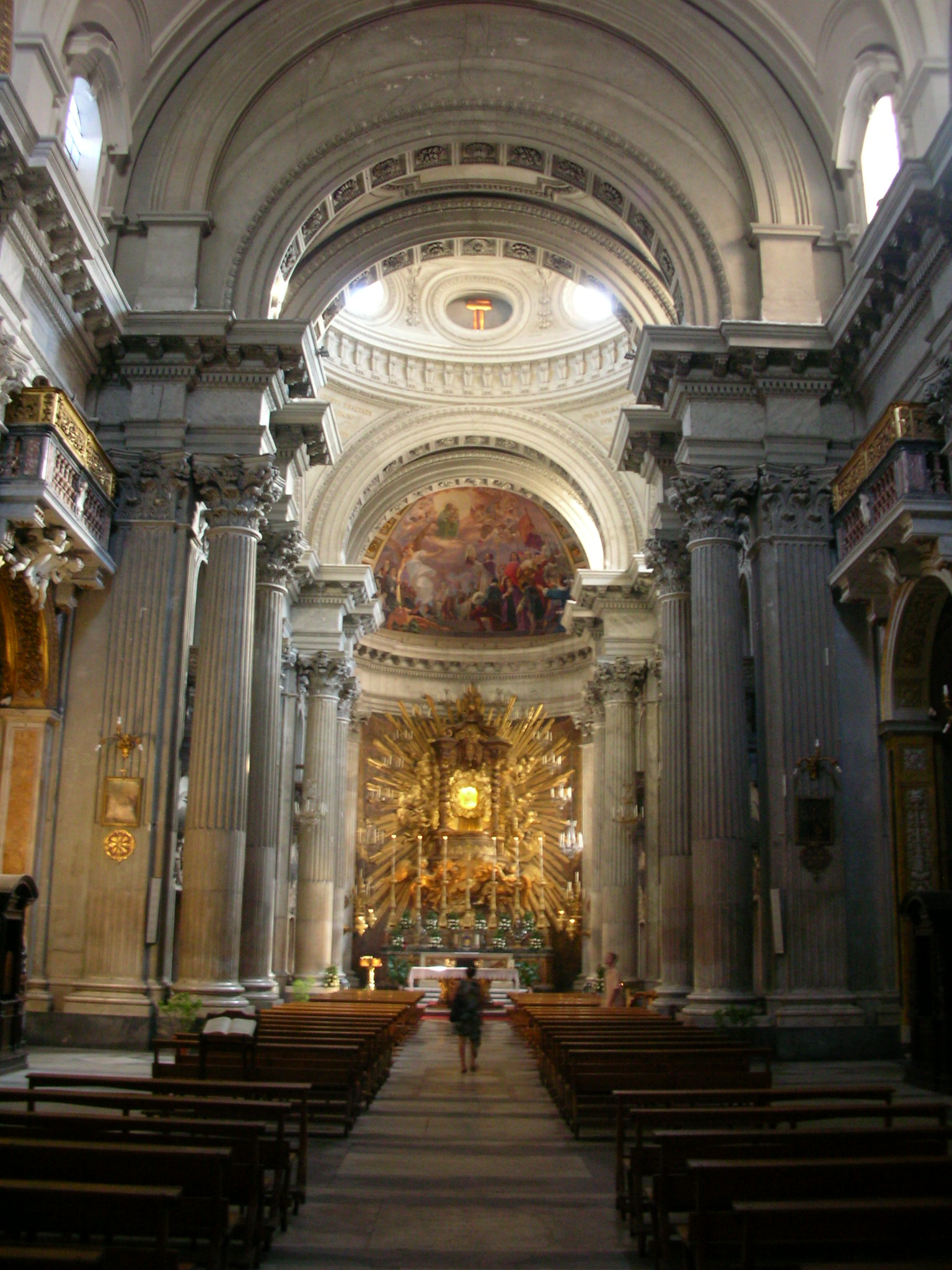
Vista de la nave interior

### Interior

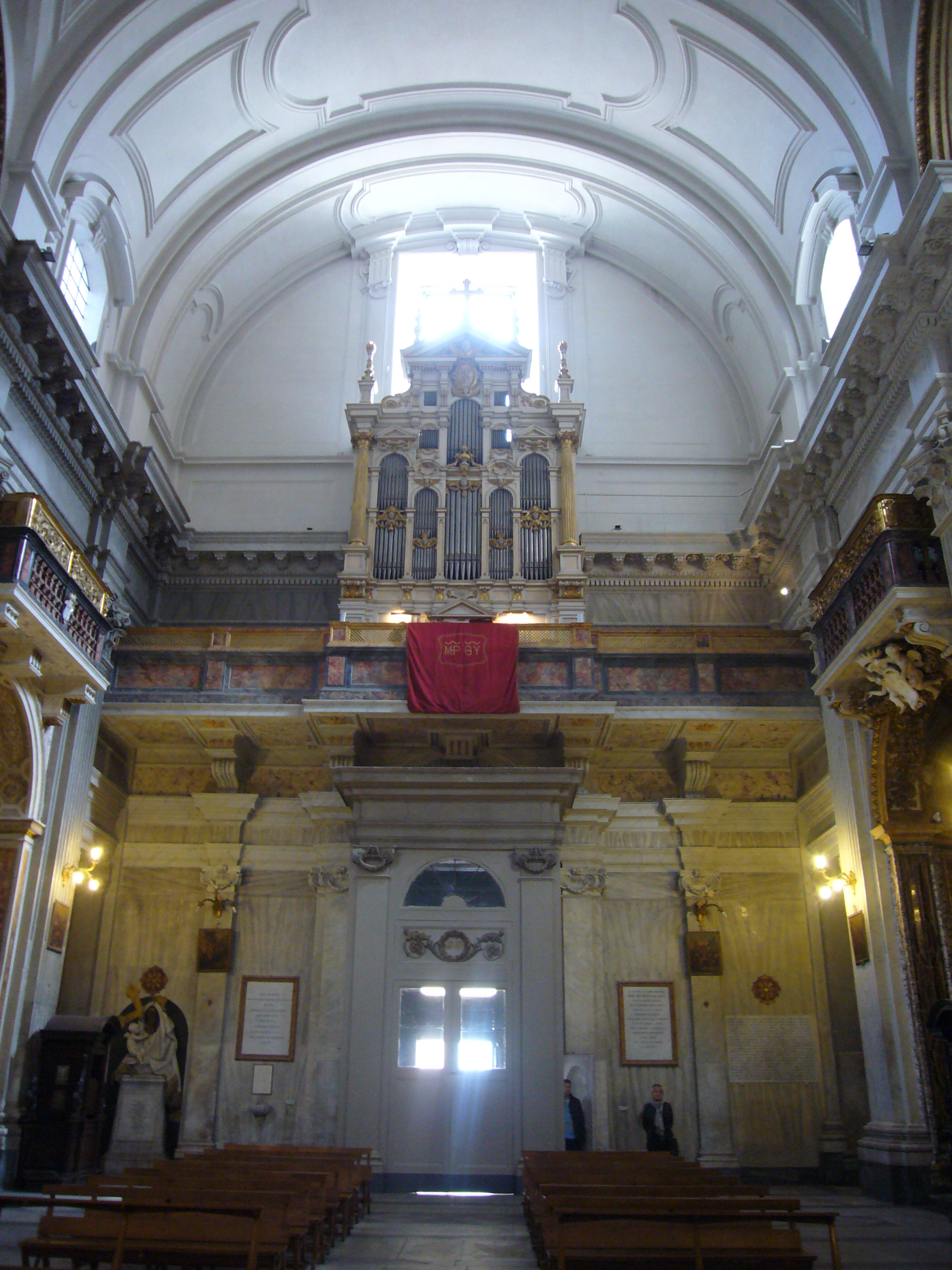
Vista del órgano, en la contrafachada

Interiores de la iglesia
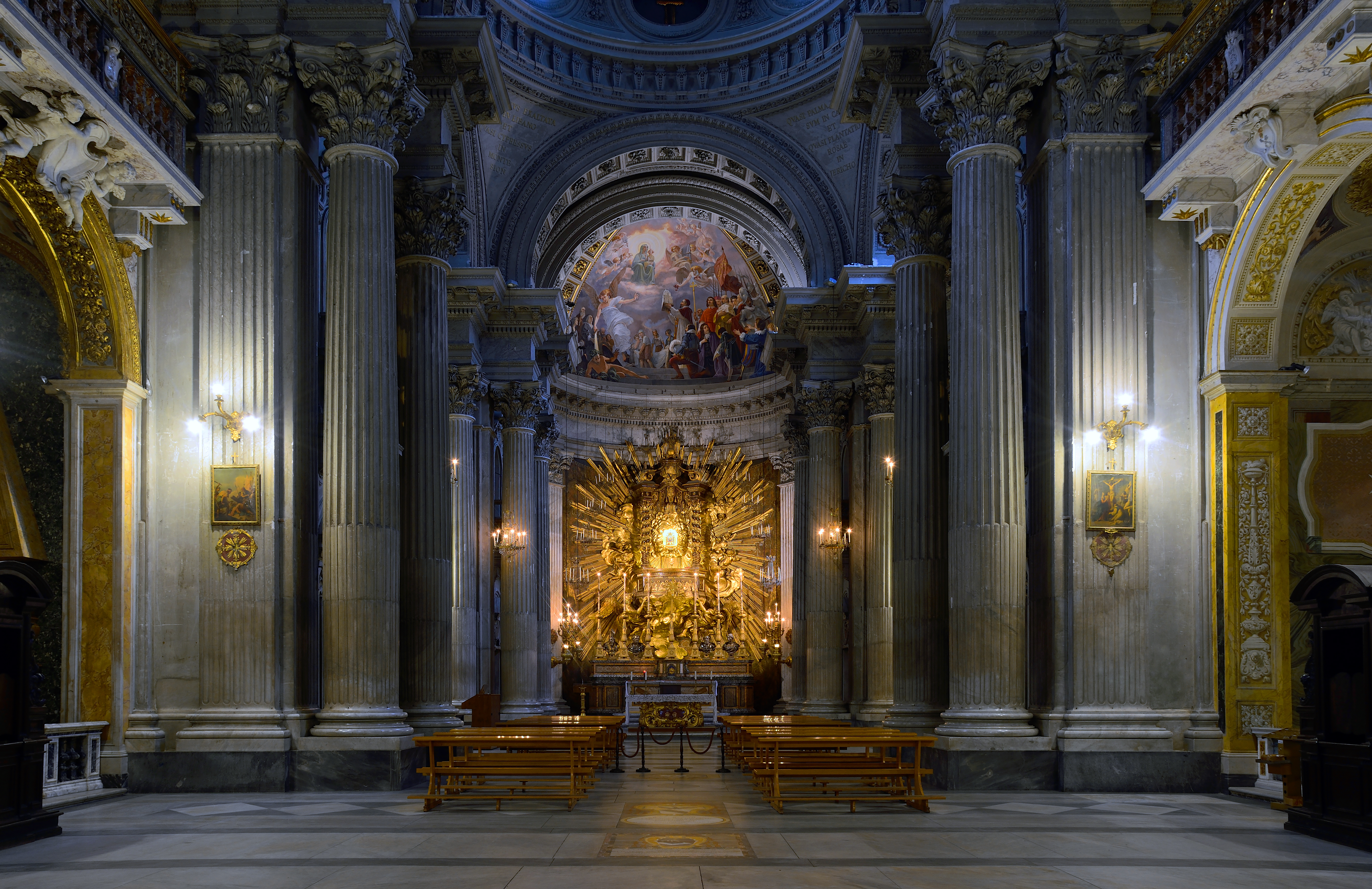
Vista general del interior
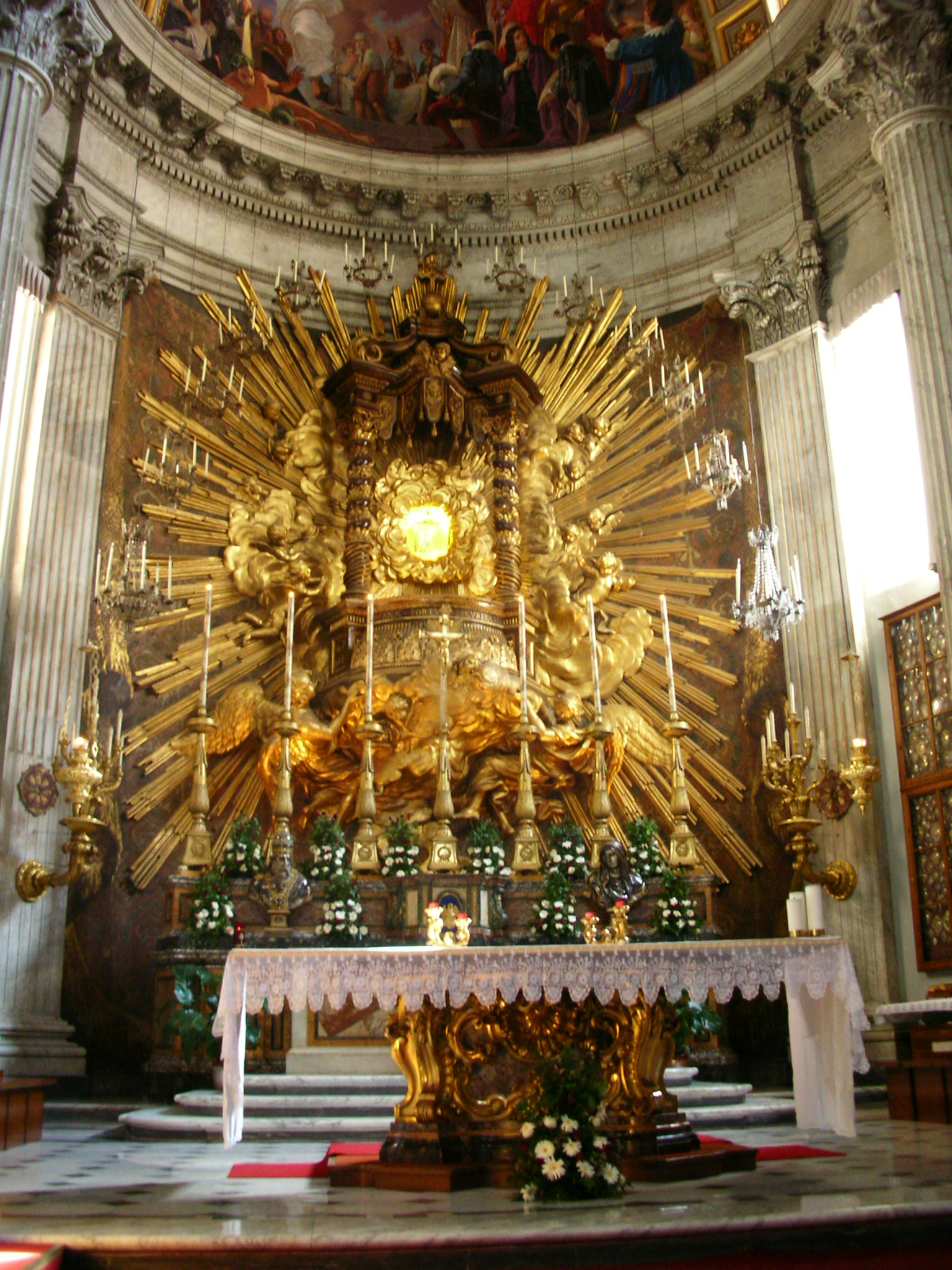
Altar mayor
Decoración de las bóvedas
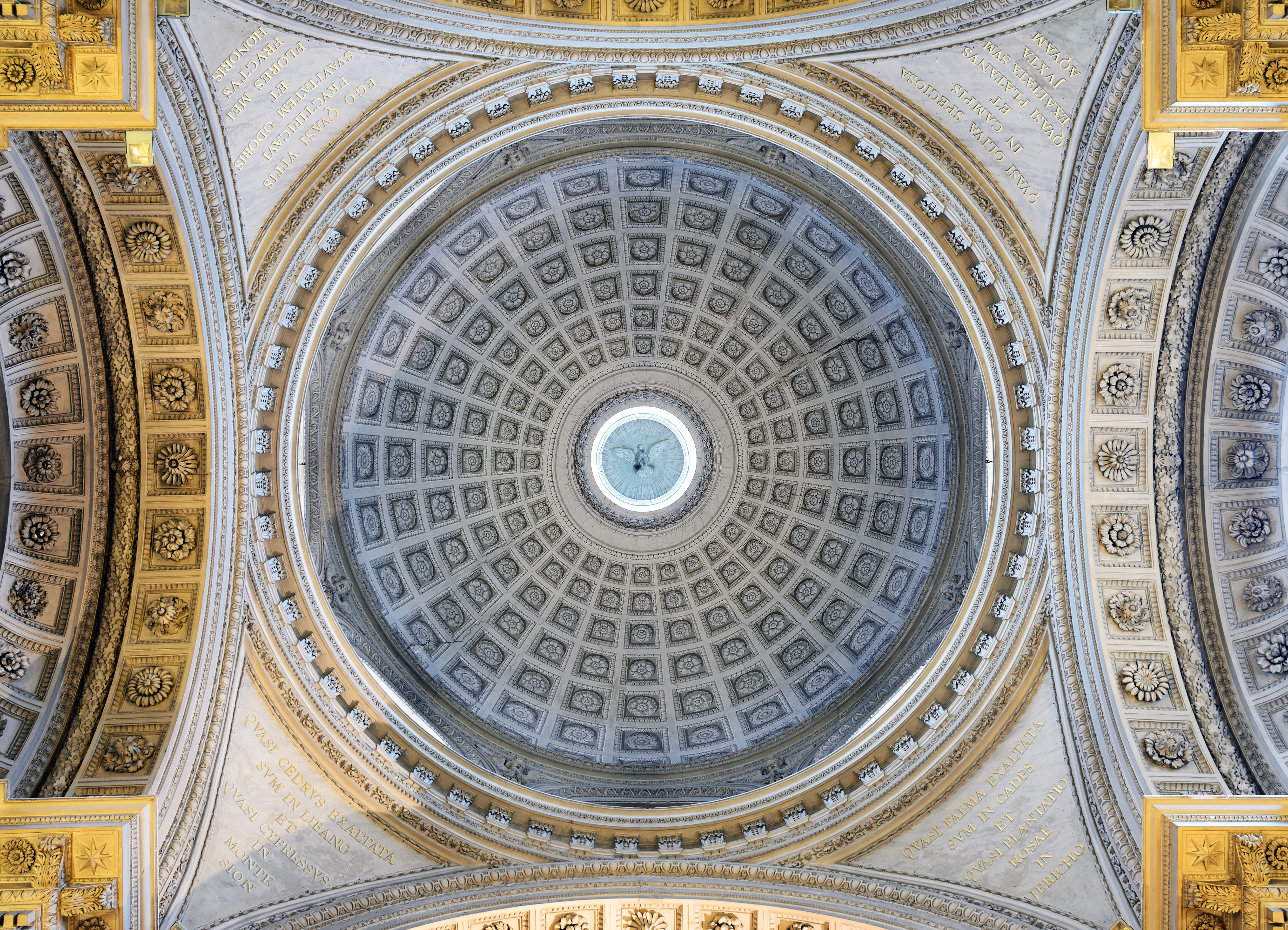
Detalle de la cúpula
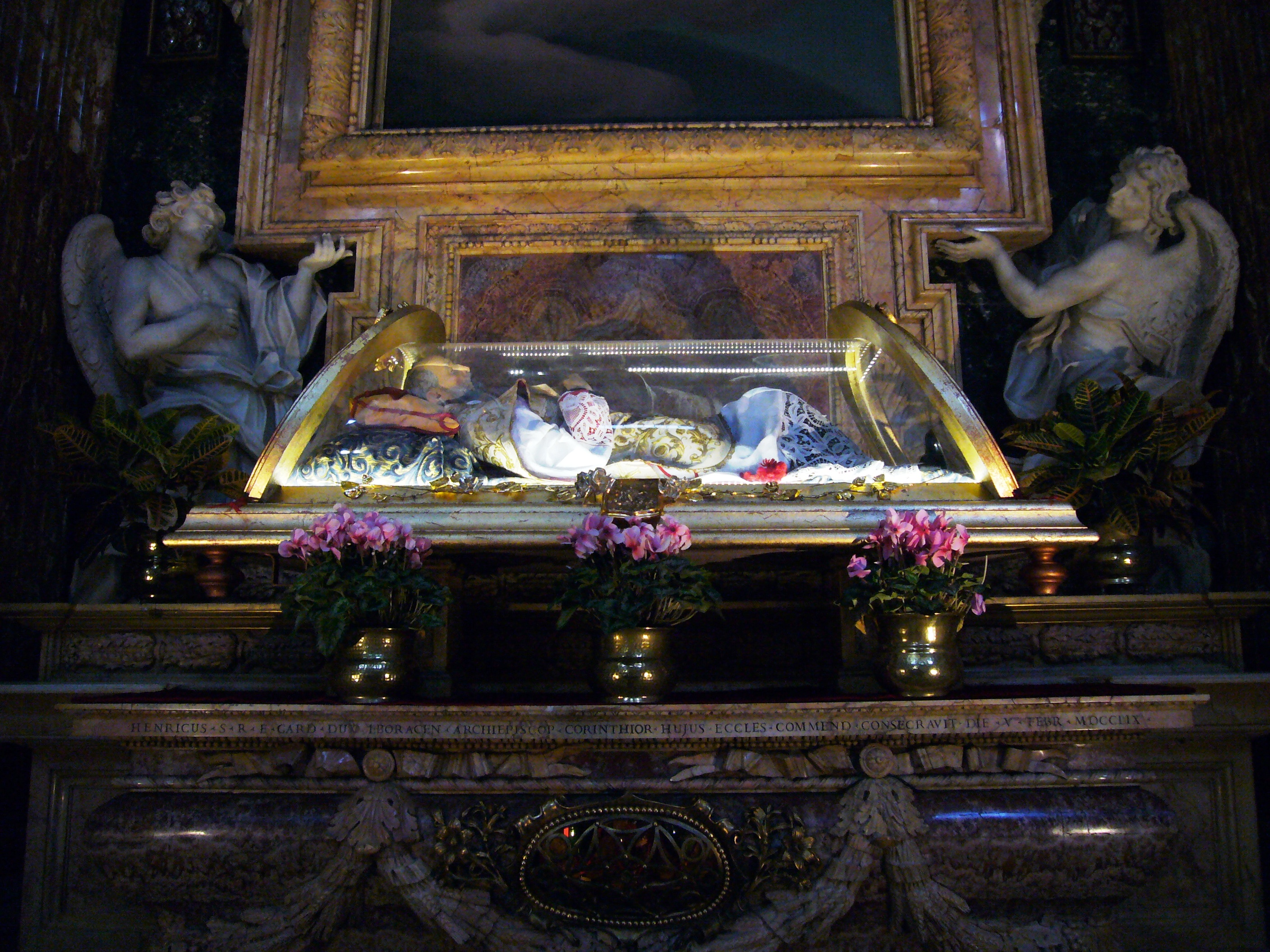
El ataúd de vidrio de san Giovanni Leonardi